# Луків (село)
Лу́ків — село в Україні, у Луцькому районі Волинської області. Входить до складу Рожищенської міської громади. Населення становить 449 осіб.

## Географія
Село розташоване на правому березі річки Стир.

## Історія
У 1906 році село Тростянецької волості Луцького повіту Волинської губернії. Відстань від повітового міста 40 верст, від волості 18. Дворів 75, мешканців 312.
12 червня 2020 року, згідно з розпорядженням Кабінету Міністрів України  № 708-р, село увійшло до складу Рожищенської міської громади.
19 липня 2020 року, в результаті адміністративно-територіальної реформи та ліквідації Рожищенського району, село увійшло до складу новоутвореного Луцького району.

## Населення
Згідно з переписом УРСР 1989 року чисельність наявного населення села становила 556 осіб, з яких 278 чоловіків та 278 жінок.
За переписом населення України 2001 року в селі мешкало 449 осіб. 100 % населення вказало своєю рідною мовою українську мову.